# 脐形骨螺
脐形骨螺（学名：Murexsul umbilicatus），舊屬新腹足目骨螺科Murexsul的屬，今屬Rolandimurex屬一种。主要分布于中国大陆，常栖息在潮下带。